# Frieda Nickel
Ehrenringverleihung an Frida Nickel, 1966

Link zum Bild

Frieda Nickel (* 1. August 1889 in Schlotheim; † 29. Dezember 1970) war eine sozialdemokratische Politikerin.

## Leben und Wirken
Nickel war Hausfrau. Sie war von 1926 bis 1933 Stadtverordnete in Bochum. Im Jahr 1919 gehörte sie zu den Mitbegründerinnen der Arbeiterwohlfahrt in der Stadt. Nickel war Vorsitzende bis 1933.
Nach dem Ende der nationalsozialistischen Herrschaft war Nickel am Wiederaufbau der Arbeiterwohlfahrt beteiligt. Sie war bis 1967 Vorsitzende und Geschäftsführerin.
Im Jahr 1946 war sie Mitglied des Provinzialrats Westfalen. Außerdem war sie 1946 und 1947 Mitglied des ernannten Landtag von Nordrhein-Westfalen. Darüber hinaus war Nickel beratendes Mitglied der Sozialausschüsse der Stadt Bochum. In diesen Funktionen war sie maßgeblich an der Einrichtung von Erholungsfahrten, Kindergärten und Jugendheimen beteiligt. In Langendreer war sie an der Einrichtung eines Altersheims beteiligt, in dem sie ihren Lebensabend verbrachte.
Im Jahr 1966 erhielt Nickel den Ehrenring der Stadt Bochum. Nach ihr ist ein Seniorenzentrum in Bochum benannt.